# Brand-Laaben
Brand-Laaben ist eine Gemeinde mit 1258 Einwohnern (Stand 1. Jänner 2025) im Bezirk St. Pölten in Niederösterreich.

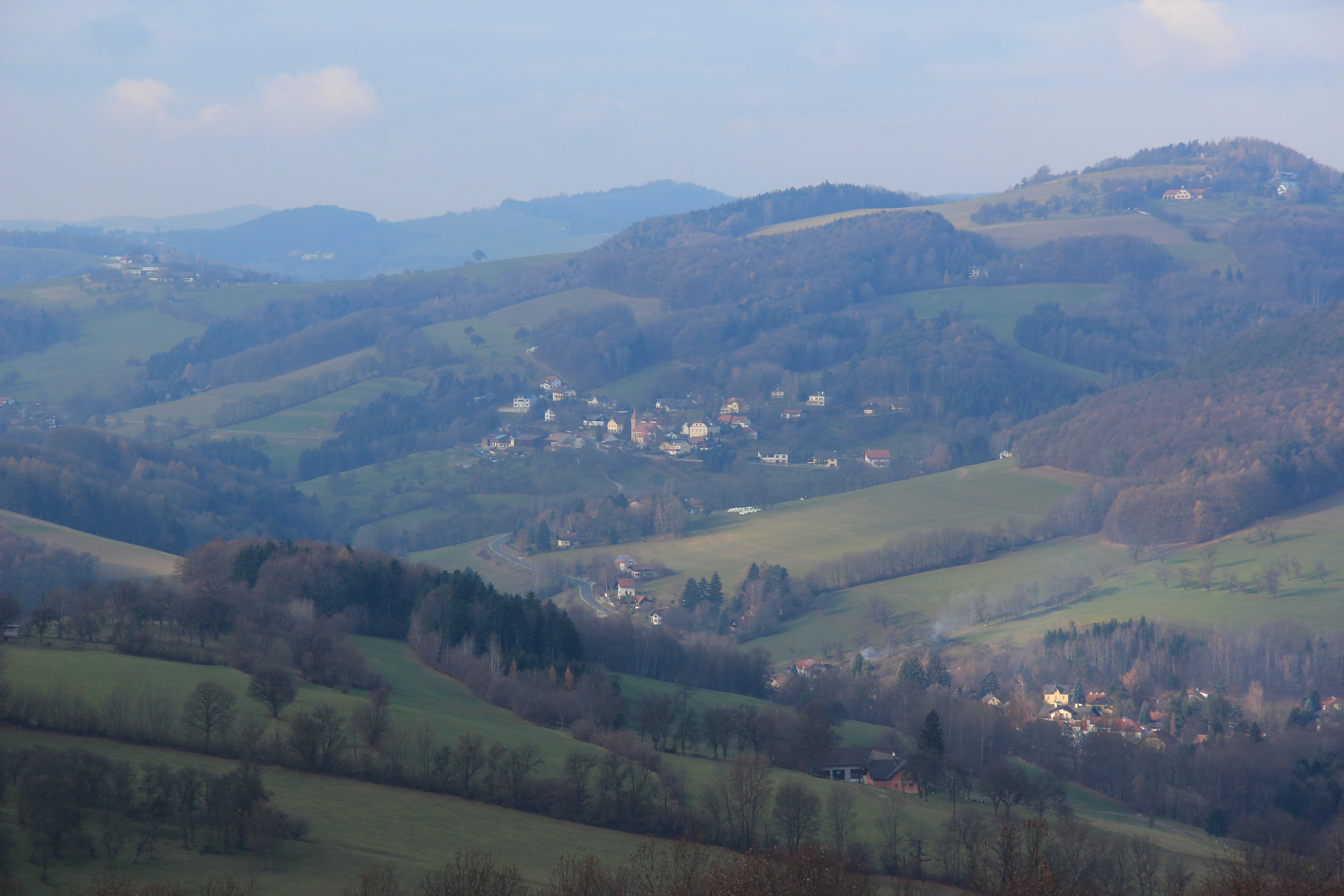
Blick auf die Orte Laaben im Vordergrund und Brand im Hintergrund.

## Geografie
Brand-Laaben liegt im Tal des Laabenbaches im Mostviertel, etwa gleich weit entfernt von Neulengbach im Norden und Hainfeld im Süden.
Die Fläche der Gemeinde umfasst 34,5872 km². 53,3 Prozent der Fläche sind bewaldet. Die höchste Erhebung stellt der Schöpfl (893 m) dar.

### Gliederung
Das Gemeindegebiet umfasst neun Ortschaften (in Klammern Einwohnerzahl Stand 1. Jänner 2025):
- Brand (107) samt Brambach
- Eck (78)
- Gern (82)
- Gföhl (13)
- Klamm (214)
- Laaben (519)
- Pyrat (75)
- Stollberg (81)
- Wöllersdorf (89)

Die Gemeinde besteht aus den Katastralgemeinden Brand, Eck, Gern, Gföhl, Klamm, Laaben, Pyrath, Stollberg und Wöllersdorf.

### Nachbargemeinden
| Stössing      | Neustift-Innermanzing                       | Altlengbach                      |
| Michelbach    | Kompassrose, die auf Nachbargemeinden zeigt | Klausen-Leopoldsdorf (BN)        |
| Hainfeld (LF) | Kaumberg (LF)                               | Altenmarkt an der Triesting (BN) |

## Geschichte
Im Römischen Reich war das Gebiet Teil der Provinz Noricum.
Laaben wurde im Jahr 1334 erstmals als „Lawben“ urkundlich erwähnt.
Laut Adressbuch von Österreich waren im Jahr 1938 in der Ortsgemeinde Brand-Laaben ein Arzt, ein Taxiunternehmer, ein Binder, ein Fleischer, zehn Gastwirte, ein Holzhändler, ein Maler, ein Obsthändler, ein Sägewerk, drei Schmiede, ein Schuster, zwei Tischler, ein Wagner, ein Zimmermeister und mehrere Landwirte ansässig.

### Einwohnerentwicklung
Nach dem Ergebnis der Volkszählung 2001 gab es 1155 Einwohner. 1991 hatte die Gemeinde 1123 Einwohner, 1047 Einwohner im Jahr 1981 und 1119 Einwohner im Jahr 1971.
| Brand-Laaben: Einwohnerzahlen von 1869 bis 2025     | Brand-Laaben: Einwohnerzahlen von 1869 bis 2025 | Brand-Laaben: Einwohnerzahlen von 1869 bis 2025 | Brand-Laaben: Einwohnerzahlen von 1869 bis 2025 | Brand-Laaben: Einwohnerzahlen von 1869 bis 2025 |
| --------------------------------------------------- | ----------------------------------------------- | ----------------------------------------------- | ----------------------------------------------- | ----------------------------------------------- |
| Jahr                                                |                                                 |                                                 |                                                 | Einwohner                                       |
| 1869                                                | 1869                                            |                                                 | 1.661                                           | 1.661                                           |
| 1880                                                | 1880                                            |                                                 | 1.661                                           | 1.661                                           |
| 1890                                                | 1890                                            |                                                 | 1.619                                           | 1.619                                           |
| 1900                                                | 1900                                            |                                                 | 1.566                                           | 1.566                                           |
| 1910                                                | 1910                                            |                                                 | 1.498                                           | 1.498                                           |
| 1923                                                | 1923                                            |                                                 | 1.500                                           | 1.500                                           |
| 1934                                                | 1934                                            |                                                 | 1.434                                           | 1.434                                           |
| 1939                                                | 1939                                            |                                                 | 1.417                                           | 1.417                                           |
| 1951                                                | 1951                                            |                                                 | 1.272                                           | 1.272                                           |
| 1961                                                | 1961                                            |                                                 | 1.184                                           | 1.184                                           |
| 1971                                                | 1971                                            |                                                 | 1.119                                           | 1.119                                           |
| 1981                                                | 1981                                            |                                                 | 1.047                                           | 1.047                                           |
| 1991                                                | 1991                                            |                                                 | 1.123                                           | 1.123                                           |
| 2001                                                | 2001                                            |                                                 | 1.155                                           | 1.155                                           |
| 2011                                                | 2011                                            |                                                 | 1.216                                           | 1.216                                           |
| 2021                                                | 2021                                            |                                                 | 1.259                                           | 1.259                                           |
| 2025                                                | 2025                                            |                                                 | 1.258                                           | 1.258                                           |
| Quelle(n): Statistik Austria, Gebietsstand 1.1.2021 |                                                 |                                                 |                                                 |                                                 |

## Kultur und Sehenswürdigkeiten

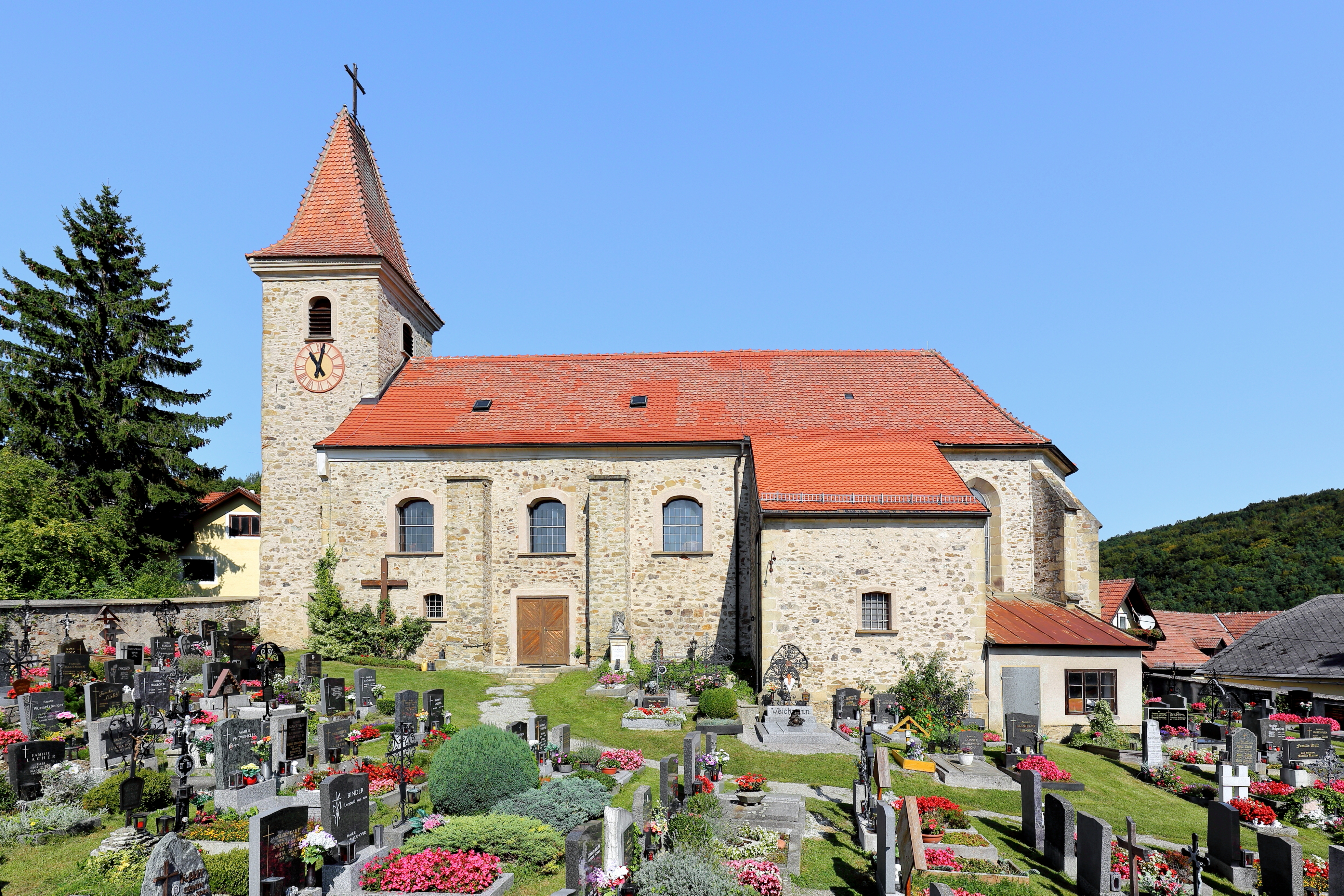
Pfarrkirche Brand-Laaben

- Katholische Pfarrkirche Brand-Laaben (Patrozinium: hl. Johannes der Täufer)

## Wirtschaft und Infrastruktur
2001 gab es 52 nichtlandwirtschaftliche Arbeitsstätten und laut einer 1999 durchgeführten Erhebung 132 land- und forstwirtschaftliche Betriebe. Die Volkszählung 2001 ergab 542 Erwerbstätige am Wohnort und eine Erwerbsquote von 48,74 Prozent. Brand-Laaben ist Mitglied der Wienerwald Initiativ Region. Durch die Gemeinde verläuft der Voralpen-Weitwanderweg.

### Öffentliche Einrichtungen
In der Gemeinde befindet sich ein Kindergarten.

## Politik
Bürgermeister der Gemeinde ist Hermann Katzensteiner (ÖVP). Vizebürgermeister ist Gerhard Leidinger (ÖVP).
Im Gemeinderat gibt es bei insgesamt 19 Sitzen nach der Gemeinderatswahl vom 26. Jänner 2025 folgende Mandatsverteilung:

ÖVP 11, SPÖ 5 und FPÖ 3.

### Bisherige Bürgermeister
- 1850–1863 Josef Weickmann (Gastwirt)
- 1865–1872 Josef Ziegler (Schmied)
- 1872–1876 Anton Binder (Landwirt)
- 1876–1885 Anton Wallner (Landwirt)
- 1885–1889 Anton Mondl (Wirt, Müller)
- 1889–1891 Somoj Donner (Landwirt)
- 1891–1892 Anton Wallner (Landwirt)
- 1892–1894 Johann Feichtinger (Landwirt)
- 1894–1896 Josef Fast (Maurermeister)
- 1896–1913 Johann Feichtinger (Landwirt)
- 1913–1922 Josef Weickmann (Gastwirt)
- 1922–1924 Alois Rohrer (Landwirt)
- 1924–1938 Franz Wallner (Landwirt)
- 1938–1945 Franz Stöhr (Kaufmann)
- 1945–1945 Josef Kari (Gastwirt)
- 1945–1950 Johann Katzensteiner (Landwirt)
- 1950–1955 Franz Wallner (Landwirt)
- 1956–1975 Heinrich Parteder (Landwirt)
- 1975–1989 Michael Mörth (Landwirt)
- 1989–1995 Josef Leidinger (Nebenerwerbslandwirt)
- 1995–2002 Leopold Daxböck (Landesbediensteter)
- 2002–2004 Johann Schibich (Landwirt)
- 2004–2019 Helmut Lintner (Gastwirt)
- seit 2019 Hermann Katzensteiner

## Persönlichkeiten

### Ehrenbürger
- 1909: Josef Scheicher (1842–1924), Priester und Politiker, Verleihung des Ehrenbürgerrechts am 10. Jänner 1909[6]
- 1989: Michael Mörth, Bürgermeister von Brand-Laaben in der Zeit von 1975 bis 1989
- 2007: Geistl. Rat Pfarrer Anton Waser, Pfarrer der Pfarrkirche Brand in der Zeit von 1970 bis 2010
- 2020: Helmut Lintner, Bürgermeister von Brand-Laaben 2004–2019[7]

### Söhne und Töchter der Stadt
- Franz Kaindl (* 1932), Maler
- Anna Maria Laber (1809–1868), Mutter des Komponisten Carl Millöcker
- Franz Schmatz (1870–1953), Politiker und Gastwirt